# Thomas Digby
Thomas William Kenelm Digby, född 23 juli 1998, är en brittisk roddare.
Digby studerade vid Yale University och tävlade i rodd för deras universitetslag Yale Bulldogs.

## Karriär
Digby tog silver i fyra med styrman vid junior-VM 2014 i Hamburg och silver i fyra utan styrman vid junior-VM 2015 i Rio de Janeiro.
Vid U23-VM 2017 i Plovdiv tog Digby silver tillsammans med Robert Hurn, Charles Elwes och Sholto Carnegie i fyra utan styrman. Vid U23-VM 2018 i Poznań var han en del av Storbritanniens lag som tog silver i åtta med styrman. Vid U23-VM 2019 i Sarasota tog Digby guld tillsammans med David Ambler, Freddie Davidson och Charles Elwes i fyra utan styrman.
Under 2022 var Digby en del av Storbritanniens lag som tog guld i åtta med styrman vid både EM i München och VM i Račice. Under 2023 var han en del av Storbritanniens lag som försvarade sina guld i åtta med styrman vid både EM i Bled och VM i Belgrad. Under 2024 var Digby en del av Storbritanniens lag som tog sitt tredje raka EM-guld i åtta med styrman vid EM i Szeged.